# Гривенная
Гривенная — станция в Красносулинском районе Ростовской области.
Входит в состав Табунщиковского сельского поселения.

## География

### Улицы
- ул. Привокзальная,
- ул. Станционная.

## Население
| 2010 |
| ---- |
| 19   |